# Spinomantis microtis
Spinomantis microtis är en groddjursart som först beskrevs av Jean Guibé 1974.  Spinomantis microtis ingår i släktet Spinomantis och familjen Mantellidae. IUCN kategoriserar arten globalt som starkt hotad. Inga underarter finns listade i Catalogue of Life.